# Madeleine Radziwill
Maria Magdalena Radziwiłł, née Zawisza-Kierżgajło armoiries Łabędź en 1861 à Varsovie et morte en 1945 à Fribourg, en premières noces Krasińska, en deuxième noces Radziwiłł, est une aristocrate et activiste politique et sociale biélorusse qui finança nombre d'œuvres catholiques.

## Biographie
Elle est la fille de Jan Kazimierz Zawisza et de Maria Kwilecka (arrière-petite-fille du roi de Pologne Stanisław Auguste Poniatowski). Son père est féru d'archéologie et collectionne médailles et monnaies antiques. A la maison, on parle polonais et biélorusse. La jeune fille est éduquée dans la culture française. Sa sœur aînée Maria Ewa épouse Michał Piotr Radziwiłł armoiries Trąby, propriétaire de Nieborów.
En 1882, Madeleine épouse le veuf Ludwik Krasiński (1833-1885) qui a vingt-sept ans de plus qu'elle. Elle lui donne une fille, Maria Ludwika (1883-1958), qui épousera en 1901 le prince Adam Czartoryski. Devenue veuve, la comtesse Krasińska réside la plupart du temps dans sa propriété dans la province de Minsk et visite aussi les propriétés héritées de son père en Grande Pologne et à Varsovie.
En 1904, elle tombe amoureuse du jeune Wacław Mikołaj Radziwiłł armoiries Trąby (1880-1914) qui a dix-neuf ans de moins qu'elle. Ils se marient le 30 avril 1906 à Londres. Son mari, capitaine de l'armée tsariste, est ostentatoirement russophile ce qui devient la cause de l'ostracisme social qui touche les conjoints. Ils partent donc s'installer à Kuchcice, propriété de la princesse. Magdalena Radziwiłł qui est à la tête d'une fortune colossale avec dix-huit domaines et des forêts immenses s'exprime en biélorusse avec ses paysans et ses ouvriers. Elle se considère comme aristocrate biélorusse d'origine lituanienne.
Pendant la Première Guerre mondiale, Mikołaj Radziwiłł combat dans l'armée impériale russe et meurt en province de Prusse-Orientale.
Magdalena est à Minsk et à Moscou où elle se déclare une fervente porte-parole de la naissante République populaire biélorusse. Elle finance un journal biélorusse, Biełarus, la maison d'édition Загляне сонца і ў нашае ваконца, une société de lutte contre l'alcoolisme, l'école du village de Kuchcice, etc. Elle reçoit des représentants de la culture biélorusse tels que Vaclav Ivanovski, ministre de l'éducation en 1918 de la République populaire biélorusse (fusillé en 1943 par le NKGB); les frères Anton et Ivan Loutskievitch (be), éditeurs de l'hebdomadaire en langue biélorusse Notre Néva (1906-1915) (victimes des purges staliniennes);  Roman Skirmunt, membre de la troisième douma (1910-1911) et président du comité populaire biélorusse (1915-1917), puis membre de l'assemblée de la république populaire biélorusse et enfin sénateur en Pologne (1930-1935), fusillé en 1939; ou bien Edvard Voïnilovitch. Elle aide matériellement Maxime Bahdanovitch à publier ses premiers livres, ainsi que Maxime Goretski (fusillé pendant la Grande Purge de 1938), Iakoub Kolas et Anton Levitski. Elle contribue à financer l'Université de Vilnius. Magdalena Radziwiłł aide également des œuvres charitables comme le couvent de Drouïa avec son lycée ouvert par les marianistes de l'Immaculée-Conception en 1923; fait construire un séminaire à Vilnius et finance la construction de l'église catholique des Lituaniens de Londres. Elle est active à la Société de charité de Minsk venant en aide aux victimes des détresses de la guerre. Après la guerre, elle finance le séminaire grec-catholique biélorusse de Rome et les membres de la « Renaissance lituanienne ». Elle donne également des fonds pour faire construire une église à Varsovie et des orphelinats et foyers d'enfance à Minsk.
Après la disparition de la République populaire biélorusse, elle perd tous ses biens du côté soviétique. Elle vit d'abord à Varsovie, puis à Kaunas et à Königsberg. Ruinée, elle s'installe en 1932 à Fribourg en Suisse dans un couvent de dominicaines où elle termine ses jours.